# Daïra de Telagh
 (janvier 2011).
Si vous disposez d'ouvrages ou d'articles de référence ou si vous connaissez des sites web de qualité traitant du thème abordé ici, merci de compléter l'article en donnant les références utiles à sa vérifiabilité et en les liant à la section « Notes et références ».
La daïra de Telagh est une daïra d'Algérie située dans la wilaya de Sidi Bel Abbès et dont le chef-lieu est la ville éponyme de Telagh.

## Géographie

### Localisation
La daïra de Telagh est limitée :
- au nord, par les daïras de Tenira et de Sidi Ali Benyoub ;
- à l'est, par la daïra de Merine ;
- au sud, par les daïras de Ras El Ma et de Marhoum ;
- à l'ouest, par la daïra de Moulay Slissen.

### Géologie
- Si vous ne connaissez pas le sujet, laissez ce bandeau (vous pouvez alors contacter les auteurs).
- Si vous supprimez le contenu mis en cause (vous pouvez préalablement contacter les auteurs),

argumentez précisément cette suppression dans la page de discussion
(un manque de référence n'est pas un argument ; une recherche réelle de référence doit avoir été effectuée, être formellement documentée).
[style à vérifier]

## Communes de la daïra
La daïra de Telagh compte quatre communes : Telagh, Teghalimet, Dhaya et Mezaourou.

## Institut national de recherche forestière
Cette daïra abrite une station de recherche et d'expérimentation rattachée à l'Institut national de recherche forestière.